# Walter Tubenthal
Walter Tubenthal (* 11. September 1900 in Baltruschen, Kreis Pillkallen; † 28. Juni 1987 in Hamburg) war ein deutscher Landrat im Landkreis Treuburg (1934–1945). Am 1. Dezember 1930 trat er in die NSDAP (Mitgliedsnummer 677.083) ein.
1939 war er als Landkommissar in Suwałki (dt. Suwalken, 1941–1944 Sudauen) eingesetzt, dem zukünftigen Landkreis Sudauen, im von Polen annektierten Regierungsbezirk Zichenau.